# اچ‌ام‌اس فیرفکس (۱۶۵۳)

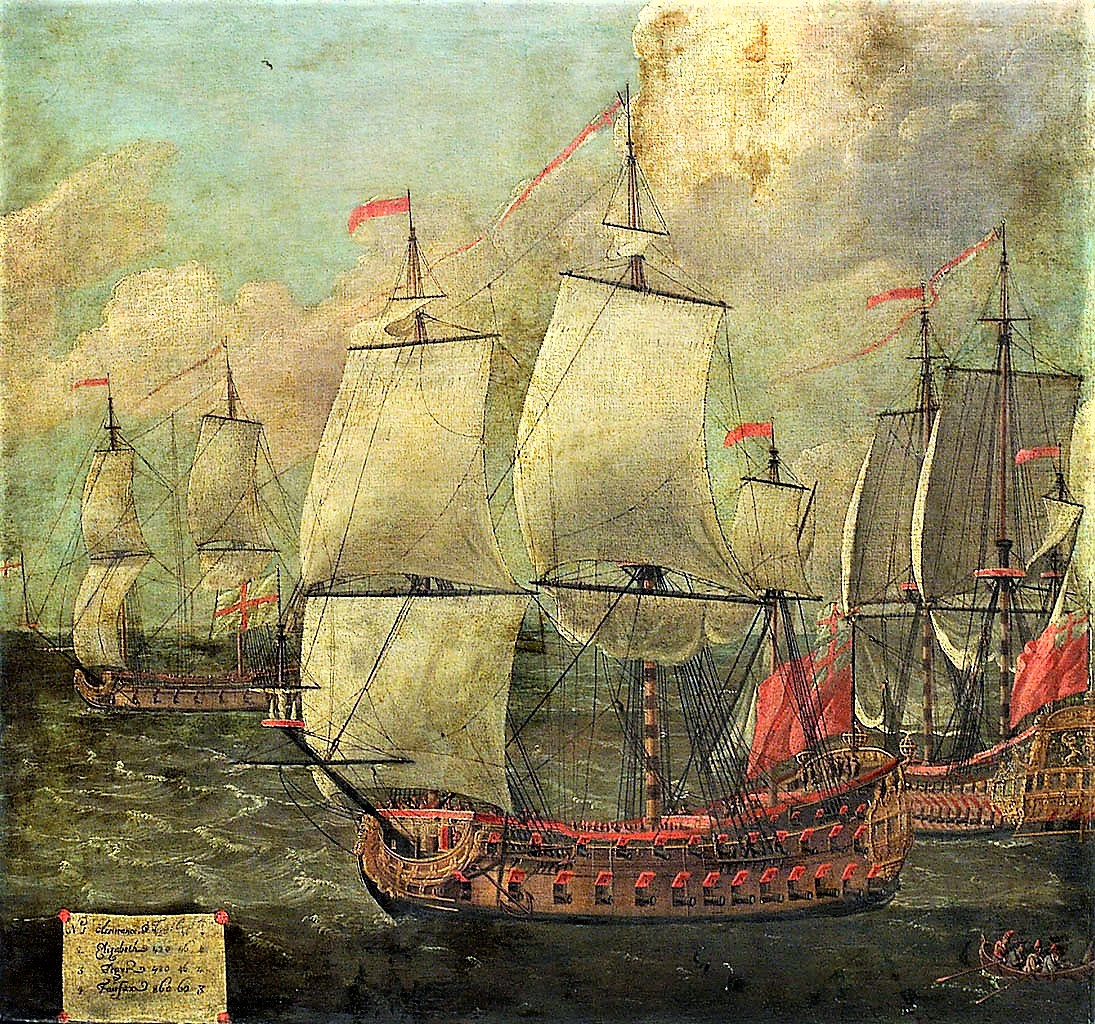
اچ‌ام‌اس فیرفکس (۱۶۵۳)

اچ‌ام‌اس فیرفکس (۱۶۵۳) (به انگلیسی: HMS Fairfax (1653)) یک کشتی بود که طول آن ۱۱۸ فوت (۳۶٫۰ متر) بود.